# 小松勇作
小松 勇作（こまつ ゆうさく、1914年1月2日 - 2004年7月30日）は、日本の数学者。

## 来歴
石川県金沢市出身。旧制金沢医科大学、東京帝国大学理学部数学科卒業。東京工業大学教授、のち名誉教授。医学博士、理学博士。

## 人物
はじめ旧制金沢医大にて学び、のち東大数学科に転じる。数学では等角写像論などの研究が名高い。
多くの優れた数学書を執筆し、百科事典の数学項目においても、小松による執筆のものが数多く見られる。
小松は数学者の矢野健太郎の義弟にあたる。

## 著書
- 『函数論』（朝倉書店）
- 『特殊函数』（朝倉書店）
- 『一般函数論』（角川書店）
- 『大学演習函数論』（共著、裳華房）
- 『ルベック（ルベーグ）積分』（共立出版）
- 『無理数と極限』（共立出版）
- 『一般数学』（共立出版）
- 『解析概論I、II』（広川書店）

他多数。